# Angelo Quaglia
Angelo Quaglia (Corneto, 28 agosto 1802 – Roma, 27 agosto 1872) è stato un cardinale italiano.

## Biografia
Nacque a Corneto (oggi Tarquinia) il 28 agosto 1802.
Papa Pio IX lo elevò al rango di cardinale nel concistoro del 27 settembre 1861.
Morì il 27 agosto 1872 all'età di 69 anni.